# Veľká ľadová kopa
Velká ľadová kopa (polsky Wielki Lodowy Kopiniak) je elevace v horní části Ľadového hrebeně, bezprostředně nad Prednými Ľadovými vrátky ve Vysokých Tatrách. Od Prostredné ľadové kopy ji dělí Ľadový zárez.

## Prvovýstupy
První zaznamenaný výstup provedli Janusz Chmielowski, Karol Jordán, Jan Nowicki a horští vůdci Klemens Bachleda, Pavol Spitzkopf a nosič Stanisław Stopka 14. srpna 1903. V zimním horolezeckém období byli první Valéria Kovárová, Edita Krenová, Manicová, Maňa Mičiková, Bárdoš a Alexander Houba 19. května 1946.

## Turistika
Na věž nevedou značené stezky. Výstup je možný jen s horským vůdcem.